# Numerele de înmatriculare auto în Norvegia
Numărul de înregistrare auto în Norvegia este menținută de către Ministerul Norvegian al Transporturilor și Comunicațiilor. Ca și în majoritatea țărilor, mașinile sunt identificate numai prin numere de înmatriculare.

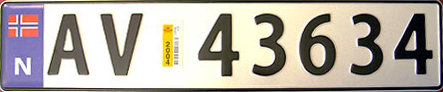
Numar auto de înmatriculare din Novegia

## Prefixurile numerelor auto și numere de secventa
Prefixuri speciale
- CD: Corpul Diplomatic
- EL: vehicule electrice cu reglaj electric
- GA: statie GPL (gaz petrol Lichefiat), sau alte vehicule alimentate cu gaz
- HY: vehiculele pe bază de hidrogen

| Oras                      | Județ            | Seria |
| ------------------------- | ---------------- | --- |
| Halden                    | Østfold          | AA AB AC |
| Sarpsborg                 | Østfold          | AD AE |
| Fredrikstad               | Østfold          | AF AH AR AS AT AU AV AW |
| Mysen                     | Østfold          | AJ AK AL AN AP |
| Moss                      | Østfold          | AX AY AZ BA BB FN |
| Drøbak                    | Akershus         | BC BD BE BF BH BJ BK |
| Asker and Bærum           | Akershus         | BL BN BP BR BS BT BU BV BX BY BZ CA CB                                                                                              |
| Romerike                  | Akershus         | CC CE CF CH CJ CK CL CN CP CR CS CT CU                                                                                              |
| Jessheim                  | Akershus         | CV CX CY CZ |
| Oslo                      | Oslo             | DA DB DC DD DE DF DH DJ DK DL DN DP DR DS DT DU DV DX DY DZ EA EB EC ED EE EF EH EJ EK EN EP ER ES ET EU EV EX EY EZ FA FB FC FD FE |
| Hamar                     | Hedmark          | FS FT FU FV FX FY FZ HA |
| Elverum                   | Hedmark          | HB HC HD HE |
| Tynset                    | Hedmark          | HF HH |
| Kongsvinger               | Hedmark          | HJ HK HL HN HP HR |
| Lillehammer               | Oppland          | HS HT HU HV HX |
| Otta                      | Oppland          | HZ JA JB |
| Gjøvik                    | Oppland          | JC JD JE JF JH JJ JK JL JN JP |
| Fagernes                  | Oppland          | JR JS JT |
| Ringerike                 | Buskerud         | JU JV JX JY JZ KA |
| Hallingdal                | Buskerud         | KB KC KD |
| Drammen                   | Buskerud         | KE KF KH KJ KK KL KN KP KR KS |
| Kongsberg                 | Buskerud         | KT KU KV KX KY |
| Horten                    | Vestfold         | KZ LA LB LC LD LE |
| Tønsberg                  | Vestfold         | LH LJ LK LL LN LP LR |
| Larvik                    | Vestfold         | LS LT LU LV LX LZ NA NB NC |
| Sandefjord                | Vestfold         | LY |
| Skien                     | Telemark         | ND NE NF NH NJ NK NL NN NP NR NT NU                                                                                                 |
| Notodden                  | Telemark         | NV NX NY NZ |
| Rjukan                    | Telemark         | PA PB |
| Arendal                   | Aust-Agder       | PC PD PE PF PH PJ PK |
| Setesdal                  | Aust-Agder       | PL LF |
| Kristiansand              | Vest-Agder       | PN PP PR PS PT PU PV |
| Mandal                    | Vest-Agder       | PX PY PZ RC RD |
| Flekkefjord               | Vest-Agder       | RA RB |
| Stavanger                 | Rogaland         | RE RF RH RJ RK RL RN RP RR RS RT RU RV RX RY                                                                                        |
| Egersund                  | Rogaland         | RZ SA SB |
| Haugesund                 | Rogaland         | SC SD SE SF SH SJ SK SL |
| Bergen                    | Hordaland        | SN SP SR ST SU SV SX SY SZ TA TB TC TD TE                                                                                           |
| Voss                      | Hordaland        | TF TH TJ TK |
| Stord                     | Hordaland        | TL TN TP TR |
| Odda                      | Hordaland        | TS TT TU |
| Førde                     | Sogn og Fjordane | TV TX TY TZ |
| Nordfjordeid              | Sogn og Fjordane | UA UB |
| Sogndal                   | Sogn og Fjordane | UC UD |
| Ålesund                   | Møre og Romsdal  | UE UF UH UJ UK UL |
| Ørsta                     | Møre og Romsdal  | UN UP |
| Molde                     | Møre og Romsdal  | UR US UT UU UV |
| Kristiansund              | Møre og Romsdal  | UX UY UZ VA |
| Sunndalsøra               | Møre og Romsdal  | VB VC |
| Trondheim                 | Sør-Trøndelag    | FP VD VE VF VH VJ VK VL VN VP VR |
| Støren                    | Sør-Trøndelag    | VS VT VU VV |
| Orkdal                    | Sør-Trøndelag    | VX VY VZ |
| Brekstad                  | Sør-Trøndelag    | XA XB XC |
| Steinkjer                 | Nord-Trøndelag   | XD XE XF XH XJ |
| Levanger                  | Nord-Trøndelag   | XK XL |
| Stjørdal                  | Nord-Trøndelag   | XN XP |
| Namsos                    | Nord-Trøndelag   | XR XS XT XU |
| Mosjøen                   | Nordland         | XV XX XY XZ |
| Mo i Rana                 | Nordland         | YA YB YC YD |
| Bodø                      | Nordland         | YE YF YH YJ |
| Fauske                    | Nordland         | YK YL |
| Narvik                    | Nordland         | YN YP YR YS |
| Svolvær                   | Nordland         | YT YY |
| Sortland                  | Nordland         | YU YV YX |
| Storslett                 | Troms            | FK |
| Harstad                   | Troms            | YZ ZA ZB |
| Tromsø including Svalbard | Troms            | ZC ZE ZH ZK ZL ZN |
| Finnsnes                  | Troms            | ZD ZF ZJ |
| Vadsø                     | Finnmark         | FR ZP ZR |
| Kirkenes                  | Finnmark         | ZS |
| Alta                      | Finnmark         | ZT ZU ZV ZY |
| Hammerfest                | Finnmark         | ZX |
| Lakselv                   | Finnmark         | ZZ |